# 大庆水库 (大庆)
大庆水库，位于中华人民共和国黑龙江省大庆市萨尔图区境内，是一座利用天然泡沼围堰而成的平原水库，是北引渠道中的大型反调节水库，总库容1.78亿立方米，水面面积60平方千米。大庆水库原为黑鱼泡滞洪区的一部分，为满足大庆石油工业用水需要，中间用10千米的堤坝将滞洪区分为两部分，大庆水库即为西库。水库枢纽工程于1973年4月开工，1976年8月竣工，1977年7月蓄水运行。水库水源主要依靠大庆水库引水渠自北引渠道来水，年均引水量2.15亿立方米。水库大坝由主坝、东坝和西坝组成，全部为均质土坝，总长33千米，最大坝高4.5米，顶宽8米。大庆水库建成以来，为大庆石油生产提供了重要保障。